# 太行阿魏
太行阿魏（学名：Ferula licentiana）为伞形科阿魏属的植物，为中国的特有植物。分布于中国大陆的河南、陕西、山西等地，常生于山地阳坡，目前尚未由人工引种栽培。

## 异名
- Ferula licentiana Hand.-Mazz. var. tunshanica (Su) Shan et Q. X. Liu
- Ferula tunshanica Su